# The Internet
The Internet ist eine amerikanische Alternative-R&B-Band aus Los Angeles, Kalifornien. Sie besteht aus Sängerin Syd, Keyboarder Matt Martians, Bassist Patrick Paige II, Schlagzeuger Christopher Smith und Gitarrist Steve Lacy.
Ihre Musik ist eine Mischung aus R&B, Hip Hop, Jazz, Funk und elektronischer Tanzmusik. Sie haben seit ihrer Gründung Ende 2011 vier Studioalben und drei Extended Plays veröffentlicht. Das 2015 erschienene Album Ego Death der Band wurde für den Grammy Award als bestes urbanes zeitgenössisches Album nominiert.

## Geschichte
The Internet wurde Anfang 2011 von den Odd-Future-Mitgliedern Syd und Matt Martians zusammen mit den Tourmitgliedern Patrick Paige, Christopher Smith und Tay Walker gegründet. Der Name der Band begann ursprünglich als Witz, inspiriert von Left Brains Antwort auf die Frage eines Reporters, woher er komme: „Ich hasse es, wenn Leute mich das fragen, ich werde anfangen zu sagen, dass ich aus dem Internet bin“. Die Idee amüsierte Syd und inspirierte den Namen für ihr Nebenprojekt, aus dem schließlich The Internet wurde.
Ihr Debütalbum Purple Naked Ladies wurde am 20. Dezember 2011 veröffentlicht. Es war das erste physische Album, das über Odd Future Records veröffentlicht wurde. Zwei Songs aus dem Album, Cocaine und Fastlane, hatten Musikvideos, die ihre Veröffentlichung begleiteten. The Internet hat einen Song auf dem Odd Future-Album The OF Tape Vol. 2, genannt Ya know.
Die Band veröffentlichte ihr zweites Album Feel Good im September 2013 und erhielt Lob von Fans und Kritikern. Die erste Single des Albums, „Give It Time“, wurde über die offizielle SoundCloud von Odd Future veröffentlicht. Am 10. Juni 2013 unterstützte die Band Mac Miller in London bei der Promotion seines zweiten Albums Watching Movies with the Sound Off.
Ihr drittes Album Ego Death wurde am 30. Juni 2015 von Odd Future & Columbia mit großem Erfolg veröffentlicht. Es erreichte Platz 89 der Billboard 200 und Platz 3 in der Billboard-Kategorie Top R&B Albums. Matt Martians sagte auf NPR über den Titel des Albums: „Viele Leute, die wir kennen, [werden] einfach auf verschiedene Weise auf ihr Ego überprüft. Einige Leute haben ihren Job verloren, während sie letztes Jahr auf dem Gipfel des Berges waren; die Karrieren bestimmter Menschen gehen in andere Richtungen, die sie nicht vorhergesehen haben. Und nur zwei Worte, über die die Leute heutzutage nachdenken sollten, denn wir haben viele Leute, die im Internet – sei es Instagram, Twitter – es sind viele Egos, die wirklich auf nichts basieren, was sie stützt.“
Nach der Veröffentlichung von Ego Death konzentrierten sich die Mitglieder der Band jeweils auf die Veröffentlichung einzelner Soloprojekte. 2017 erschienen als Teil des Duos C&T The Drum Chord Theory von Matt Martians, Fin von Syd, Demo von Steve Lacy, Letters of Irrelevance von Patrick Paige II und Loud von Christopher A. Smith.
Im Dezember 2017 teilte Steve Lacy DJ Matt Wilkinson von Beats 1 mit, dass der Nachfolger von Ego Death zu „95 %“ fertig sei. Er fügte hinzu: „Ich habe das Gefühl, dass dies auf einer höheren Ebene als Ego Death ist. Ich liebe Ego Death, das war eine großartige Platte, aber ich weiß, dass diese eine Stufe höher ist.“
Im April 2018 kündigte Patrick Paige II sein Debütalbum Letters of Irrelevance an. Später in diesem Monat veröffentlichte die Band die Single „Roll (Burbank Funk)“, um für ihr viertes Studioalbum Hive Mind zu werben. Der Track enthält gemeinsame Lead-Vocals von Steve Lacy und Syd. Hive Mind wurde am 20. Juli 2018 veröffentlicht. Das Album gelangte auf Platz 2 der Billboard Top R&B Albums und Platz 26 der Billboard 200. Im Oktober 2018 war The Internet Vorgruppe der Gorillaz auf der nordamerikanischen Etappe ihrer The Now Now Tour, die mit dem Demon Dayz Festival endete. Ihre Performance in der Scotiabank Arena am 8. Oktober 2019 war ihr erster Auftritt in einem Stadion.

## Diskografie

### Alben
- 2011: Purple Naked Ladies, Odd Future Records
- 2013: Feel Good, Odd Future Records
- 2015: Ego Death, Columbia Records
- 2018: Hive Mind, Columbia Records

### Singles
- 2015: Special Affair (US: Gold)[5]
- 2015: Girl (feat. Kaytranada, UK: Silber, US: Platin)